# Holenberg
Holenberg – miejscowość  i gmina w Niemczech, w kraju związkowym Dolna Saksonia, w powiecie Holzminden, należy do gminy zbiorowej Bevern.